# Ana Eugenia González Gallo
Ana Eugenia González Gallo (Guadalajara, Jalisco, 1938-Ciudad de México, 6 de agosto de 2023) fue una profesora de música y pianista mexicana, especialista y promotora de la música mexicana.

## Biografía
A partir de los 11 años de edad recibió clases particulares de piano con María Muñoz y Fernández. A la edad de 14 años debutó en concierto en el Paraninfo de la Universidad de Guadalajara.
En 1959 inició sus estudios en la Universidad de Guadalajara bajo la guía de la pianista Leonor Montijo, el compositor Domingo Lobato y el director de orquesta alemán Helmut Goldmann.
Posteriormente continuó sus estudios con el pianista francés Bernard Flavigny, Fausto García Medeles y Ramón Serratos.
Así mismo el Instituto Mexicano Norteamericano le otorgó la certificación en el idioma inglés. Después realizó estudios de posgrado de Literatura y Fonética en la Universidad de Guadalajara. También la Alianza Francesa le otorgó el Diploma de Estudios Concluidos.
El 2 de diciembre de 1964 se graduó como pianista realizando un concierto en el Teatro Degollado, con el permiso del Arquitecto Ignacio Díaz Morales quien estaba a cargo de dicho teatro, siendo la única vez que se ha facilitado el recinto para un concierto de graduación.

#### Trayectoria
El 26 de octubre de 1959 debutó en el Teatro Degollado como solista de la Orquesta Sinfónica de Guadalajara bajo la dirección de Helmut Goldmann en un concierto extraordinario organizado por el Instituto de la Vera- Cruz donde ya impartía clases de apreciación musical fomentando el interés por la música clásica en dicha institución.
El 30 de marzo de marzo de 1963, con el motivo del IV Centenario de la fundación de la ciudad de Lagos de Moreno, fue seleccionada entre los pianistas originarios de Jalisco  para interpretar la obra ¨Poema de Lagos¨  compuesta por Antonio Gomezanda, junto al chelista Arturo Xavier González con la Orquesta Sinfónica de Guadalajara bajo la dirección de Daniel Ibarra Gómez quien era en ese entonces Subdirector de la Orquesta Sinfónica Nacional .
Fue concertista principal de la Secretaría de Educación Pública, misma institución que la destinó como promotora de la música mexicana contemporánea en Noruega, donde realizó grabaciones para ¨Radio Noruega¨.
En el año 1975 el Congreso Internacional celebrado por primera vez en México nombra a Ana Eugenia como asesora de música durante el ¨Año Internacional de la Mujer¨.
En ¨Cuarto Congreso Internacional de las Mujeres en la Música¨ representó a México en Los Ángeles, California.
Ha participado en diversos festivales como el Brucknerfest celebrado en Linz en el Brucknerhaus, representando a Noruega.
También se ha presentado en numerosos recintos de varios países entre los que destacan la Universidad de las Artes de Tokio, en Caracas, así como también en el Hall of Americas en Washington D. C., invitada por la Organización de los Estados Americanos, en la ciudad de Jerusalén, entre otros con repertorio diverso en especial con música mexicana.   
Impartió clases magistrales en la Universidad de las Artes de Tokio y Oslo sobre la música contemporánea en México.
Representó al Conservatorio Nacional de Música como Jurado del Concurso Nacional de Piano ¨Edvard Grieg¨ llevado a cabo en Ciudad Juárez, realizando también conciertos e impartiendo clases magistrales a los concursantes.
Representó a los concertistas de México en la inauguración de los Estudios Churubusco interpretando música mexicana ante la presencia del Presidente en turno Luis Echeverría Álvarez y su gabinete en pleno.
Ha realizado diversas grabaciones para televisión y radio, así como grabaciones discográficas bajo el auspicio de la Secretaría de Turismo.
También realizó grabaciones en los conservatorios de Toledo y Sevilla, Radio Austriaca, Radio UNAM, Instituto Mexicano de la Radio, Canal 11, Canal 13, entre otros..
De 1980 a 2018 fue catedrática del Conservatorio Nacional de Música de México.
Dentro de esta misma institución fue fundadora y coordinadora del evento llamado ¨Encuentro entre Conservatorianos¨  que tenía como finalidad el reconocer y rendir homenaje a los músicos más destacados del Conservatorio de México, contando entre docentes y exalumnos del mismo.

## Premios y reconocimientos
La Secretaría de Educación Pública le otorgó el reconocimiento por su participación en los ciclos ¨Protagonistas de la Música Mexicana¨. Posteriormente esta misma institución le otorgó el Diploma de Honor y la medalla al mérito docente.
Fue galardonada por el Consejo Nacional para la Cultura y las Artes a través del Instituto Nacional de Bellas Artes y Literatura por su labor docente, de investigación y promoción de la música mexicana en extranjero.
Recibió el reconocimiento del Centro de Orientación para Adolescentes (CORA) por su apoyo brindado en beneficio de la calidad de vida y desarrollo integral de la población adolescente en México.
Por parte del Conservatorio Nacional de Música recibió el reconocimiento por su labor de investigación, recopilación, evaluación y clasificación de obras mexicanas para piano, enriqueciendo el acervo musical de la Biblioteca ¨Candelario Huizar¨ de este mismo plantel.
En 2015 fue galardonada por el Instituto Nacional de Bellas Artes y Literatura con el premio de excelencia en desempeño académico como docente del Conservatorio Nacional de Música.

## Obras que le han sido dedicadas
- Sonata No. 1, Domingo Lobato.
- Móvil I, Manuel Enríquez Salazar.
- Sonata en Do mayor, Mario Kuri Aldana.
- ¨Alegro 72¨, Gloria Tapia.[3]

## Vida personal
Esposa del fallecido embajador de México en Noruega e Islandia, Francisco García Sancho.
Falleció el 6 de agosto de 2023 a los 85 años, en la Ciudad de México. 

## Discografía
- Música Mexicana Contemporánea, Secretaría de Turismo.
- Piano Concerto no. 1 in F-sharp minor, op. 1 and Keyboard Concerto no. 2 in A major, op. 1 (Kenneth Klein, conductor/ Ana Eugenia González Gallo, piano), Gritos y Susurros
- Música y Músicos mexicanos. (Gloria Tapia, Josefina Helguera, Raúl Cosío, Leonardo Velázquez, Ana Eugenia González Gallo, Juan Helguera y Mario Kuri Aldana.